# Norges Kommunistiska Parti
Norges Kommunistiska Parti (NKP) är ett norskt politiskt parti. 
Det bildades då Arbeiderpartiet beslutade sig att lämna Komintern. Peder Furubotn valdes till Norges Kommunistiska Partis första generalsekreterare och satt på den posten 1923–1930. Han var även partiets ordförande under perioden 1942–1949. Detta efter att den sittande ledaren för partiet efter krigsutbrottet, Henry Wilhelm Kristiansen, blev arresterad av Gestapo den 22 juni 1941.
Partiets ungdomsorganisation heter Norges Kommunistiske Ungdomsforbund (NKU).

## Röstandel i Stortingsvalen 1924-2005
| 1924 | 6,1 %                                                               |
| 1927 | 4,0 %                                                               |
| 1930 | 1,7 %                                                               |
| 1933 | 1,8 %                                                               |
| 1936 | 0,3 %                                                               |
| 1945 | 11,9 %                                                              |
| 1949 | 5,8 %                                                               |
| 1953 | 5,1 %                                                               |
| 1957 | 3,4 %                                                               |
| 1961 | 2,9 %                                                               |
| 1965 | 1,4 %                                                               |
| 1969 | 1 %                                                                 |
| 1973 | ställde upp som del av Sosialistisk Valgforbund 11,6 %              |
| 1977 | 0,4 %                                                               |
| 1981 | 0,3 %                                                               |
| 1985 | 0,2 %                                                               |
| 1989 | ställde upp som del av Fylkeslistene for miljø og solidaritet 0,8 % |
| 1993 | 0,1 %                                                               |
| 1997 | 0,1 %                                                               |
| 2001 | 0,1 %                                                               |
| 2005 | 0,0 %                                                               |